# 石田友雄
石田 友雄（いしだ ともお、1931年12月14日- 2025年4月2日）は、日本の聖書学者。筑波大学名誉教授。

## 来歴
東京府（現世田谷区）生まれ。石田友治の子。1954年早稲田大学政経学部卒。1975年ヘブライ大学で博士号取得。20年近くドイツとイスラエルで暮らし、1976年筑波大学助教授、84年教授、副学長、95年定年退官、名誉教授。
妻はオルガニストの石田一子（2008年12月30日没）。1980年「つくばバッハ合唱団・合奏団」を創設、1985年つくばに私塾「バッハの森」を創設。
日本赤軍のテルアビブ空港乱射事件の際たまたま空港にいて、岡本公三の通訳を務めた。

## 著書
- 『ユダヤ民族の悲劇と栄光 歴史学者から現実への提言』六興出版 1974
- 『ユダヤ人と中東問題』六興出版 ロッコウブックス 1978
- 『ユダヤ教史』山川出版社 世界宗教史叢書 1980
- 『聖書を読みとく 天地創造からバベルの塔まで』草思社 2004
- 『ユダヤ教史 聖書の民の歴史』山川出版社 2013

共著
- 『総説旧約聖書』西村俊昭、野本真也、木田献一、左近淑共著 日本基督教団出版局 1984

### 翻訳
- P.E.ラピード『シャロームシャローム』六興出版 1973
- H.H.ベンサソン編『ユダヤ民族史』全6巻 日本語版総編集:六興出版 1976-1978
- D.アーノルド『バッハ』石田一子共訳 教文館 コンパクト評伝シリーズ 1994
- 『タルムード モエードの巻 ローシュ・ハ・シャナー篇』山田恵子訳 石田編 三貴 1997
- ポール・ジョンソン『ユダヤ人の歴史』監修 阿川尚之、池田潤、山田恵子訳 徳間書店 1999 のち文庫

## 参考サイト
- バッハの森

## 論文
- 石田友雄, 石田道子「イスラエル通信」『オリエント』第6巻第1号、日本オリエント学会、1963年、68-68頁、doi:10.5356/jorient.6.68、ISSN 0030-5219、NAID 130000841334。
- 石田友雄「サマリヤ・オストラカ研究」『オリエント』第8巻第3-4号、日本オリエント学会、1965年、93-129,138、doi:10.5356/jorient.8.3-4_93、ISSN 0030-5219、NAID 130000841281。
- 石田友雄「第7回 世界ユダヤ学学会に参加して」『オリエント』第20巻第2号、日本オリエント学会、1977年、74-78頁、doi:10.5356/jorient.20.2_74、ISSN 0030-5219、NAID 130000822582。
- 石田友雄「ダビデとエルサレム」『歴史人類』第3号、筑波大学、1977年3月、1-17頁、ISSN 03854795、NAID 110000367593。
- 石田友雄「Y'DY- サムアル王キラムワの碑文に照らしてみたソロモンの王位継承」『オリエント』第27巻第2号、日本オリエント学会、1984年、1-12頁、doi:10.5356/jorient.27.2_1、ISSN 0030-5219、NAID 130000822796。
- 石田友雄「カナン先住民族表の構造とその歴史的意味」『筑波大学地域研究』第3巻、筑波大学、1985年3月、151-173頁、ISSN 09121412、NAID 110000351111。
- 石田友雄「文化とは何か--「バッハの森」の活動を通じて文化の本質を考える」『比較文化』第5号、筑波大学、1988年、35-48頁、ISSN 09109129、NAID 110000488885。
- 石田友雄「<地域研究ノート> 中近東」『筑波大学地域研究』第8巻、筑波大学、1990年、275-282頁、ISSN 09121412、NAID 110000351172。
- 石田友雄「イスラエル「右傾化」の本当の理由」『サンサ-ラ』第7巻第8号、徳間書店、1996年8月、256-264頁、NAID 40004873430。
- 石田友雄「2.筑波大学への期待－退職教職員からの提言 教養を学習しよう ： 病んだ社会の再生のために （筑波大学開学30周年記念 筑波フォーラム特別号 新世紀への礎）」『筑波フォーラム』特別号、筑波大学、2003年10月、47-50頁、NAID 120000834302。
- 石田友雄「歴史学者としての三笠宮様」『オリエント』第60巻第1号、日本オリエント学会、2017年、89-90頁、doi:10.5356/jorient.60.1_89、ISSN 0030-5219、NAID 130007921349。